# 新四軍
新四軍（しんしぐん。シンスーグン、簡体字：新四军、拼音: xīnsì-jūn）は、中国工農紅軍が第二次国共合作により華南地区で再編された軍隊組織。正式名称は国民革命軍新編第四軍、別名陸軍新編第四軍。主力は中国共産党軍であったが、抗日統一戦線に向けた国民軍である。

## 成立
中国国民党軍の包囲攻撃にあい、共産党軍（中国工農紅軍）は瑞金根拠地を放棄して1934年に長征に出るが、一部部隊が根拠地維持のために残留した。1936年に西安事変が起こり、第二次国共合作が成立する。
これを受けて、1937年に華北地区で八路軍が編成されるが、江西省・福建省・広東省・湖南省・湖北省・河南省・浙江省・安徽省に展開していた紅軍および遊撃部隊は新四軍に編入された。

## 矛盾
抗日統一戦線の部隊であるが、実質的運営が中国共産党によって行われた。この点は八路軍と同じだが、華南地区の圧倒的な国民党政府影響下での共産党系軍隊の行動は多くの矛盾をはらんだ。
国民党員である葉挺の軍長・共産党員である項英の副軍長就任もその延長である。新四軍はこの段階では共産党の軍ではなく、抗日統一戦線の中で、紅軍を母体としながら国民党指揮下に入る軍隊として発足していた。

## 指揮官
当初は葉挺を軍長とし、項英を副軍長とした。1941年に皖南事変が起こり、葉挺が国民党側に身柄を拘束されると、陳毅を軍長代理とした。

## 兵力
当初編成された新四軍麾下には四支隊と一特務部隊があり、兵力は約1万であったが、皖南事変後は、陳毅が代理軍長、劉少奇が政治委員として配置され、華南に展開していた一部八路軍部隊を組み込んで7部隊一旅団に再編され、9万あまりの兵力となった。

## 活動
主に抗日戦線に参加したが、内陸および華南地域が活動地域であったために直接日本軍と交戦する機会は八路軍ほど頻繁ではなく、むしろ国民党軍と対峙している戦線のほうが多く、日本軍撤退を数ヶ月遅れで追ったほどである。
なお、日本敗戦後の日本兵を対国府軍（対国民党軍）の義勇兵として勧誘していた。この勧誘攻勢に日本軍では「ついて行かない事」と部隊ごとに命令されていたが、中には勧誘に応じて「行方不明」扱いになった者もいた（「行方不明」は義勇兵として仮に戦死しても証拠が無いため、戦死扱いの対象にならない）。

## 消滅
1947年に八路軍と共に中国人民解放軍に編入され、消滅した。